# Слика вреди хиљаду речи
Идеом слика вреди хиљаду речи односи се на појам да се сложена идеја може објаснити са само једном сликом, или да слика субјекта преноси њено значење / суштину ефикасније него што то ради сам опис. Такође важи да карактерише један од главних циљева визуализација, то јест омогућава да се брзо апсорбују велике количине података.

## Историја
Израз "Користи слику. Она вреди хиљаду речи." се појављује 1911. године у новинском чланку где је цитира новински уредник Тес Фландерс у расправи новинарства и публицитета.
Сличан израз, "Један поглед вреди хиљаду речи", појављује се 1913. године у  новинском огласу за Пикуа кућу аутомобила из Пикуа, Охио.
Најранија употреба ове фразе је из 1918. године, у новинском огласу за  , који каже:
 Један од највећих уредника нације каже:
Слика вреди хиљаду речи

илуструје истинитост горње изјаве — судећи по топлом
пријему, који је добио у рукама читалаца новина Sunday Light.
Неки верују да модерна употреба израза произилази из чланка Фред Р. Барнарда у оглашавању у трговинском часопису Printers' Ink, који промовише употребу слика у рекламама које су се појавиле на странама трамваја. 8. децембра 1921. године питање носи оглас под називом "Један поглед вреди хиљаду речи." Један други Бернардов оглас појављује се 10. март 1927. године, питање са фразом "Слика вреди десет хиљада речи", где је означено као кинеска пословица. Почетна Књига Пословица, максима, и упознати фразе које цитира Барнард како каже да га је назвао "кинеска пословица, како би људи то схватили озбиљно." Убрзо након тога, пословица постаје популарна захваљујући Конфучија. Расправа о "Једна слика вреди хиљаду речи"  наспрам "Једна слика вреди десет хиљада речи" Ван јена И хуа и 10.000 миља у вредности од 10.000 књига је цитирана у информационим графику, где је концепт многих различитих дисциплина и култура. едавно је цитирано како "Једно показивање вреди сто изрека", и објављено је у том облику већ ране 1966. године расправубеђивање и продаје у књизи о инжењерског дизајна.
Упркос овом модерном пореклу популарне фразе, сентименталност су показали и ранији писци. На пример руски писац Иван Тургењев је написао (у Очевима и деци 1861), " Цртеж ми показује у једном погледу шта би могло да се протегне на десет страна у књизи."
Цитат се некада приписује Наполеону Бонапарти, који је рекао "Добра скица је боља од хиљаду речи" или "Добра скица је боља од дугог говора". Док се ово понекад данас преводи као "Слика вреди хиљаду речи" овај превод се не користи као фраза у енглеском језику. 
Компјутерски програмер и аутор Фред Брукс је направио супротну изјаву у бези програмирања митском човеку-месецу: "Покажи ми твоје токове дијаграма и сакриј своје столове, и ја ћу и даље бити тајновит. Покажи ми твоје столове, и мени обично неће бити потребни твоји дијаграмски токови; они ће бити очигледни. "Фраза је такође лажирана од стране компјутерског научника Џона Макартија, да би направио супротну тачку: "Као што Кинези кажу, 1001 реч вреди више од слике." 